# Sérignac-Péboudou
Sérignac-Péboudou är en kommun i departementet Lot-et-Garonne i regionen Nouvelle-Aquitaine i sydvästra Frankrike. Kommunen ligger i kantonen Castillonnès som tillhör arrondissementet Villeneuve-sur-Lot. År 2022 hade Sérignac-Péboudou 176 invånare.

## Befolkningsutveckling
Antalet invånare i kommunen Sérignac-Péboudou
| Referens: INSEE |